# Immeuble La Cascade
Pour les articles homonymes, voir Cascade et La Cascade (Rousseau).
« La Cascade » est un immeuble à appartements de style moderniste construit sur le territoire de la commune bruxelloise d'Ixelles en Belgique par l'architecte et promoteur immobilier Jean-Florian Collin selon des plans de l'architecte René Ajoux.
L'immeuble, situé avenue du Général de Gaulle, porte l'ancien nom de l'avenue.
Sa façade en céramiques blanches lui vaut parfois le surnom de « Salle de bains d'Ixelles »,.

## Localisation
« La Cascade » se dresse au no 36-37 de l'avenue du Général de Gaulle, face aux étangs d'Ixelles et à côté de deux maisons de style Art nouveau construites par l'architecte Ernest Blerot et très connues à Bruxelles,. 

## Historique

### Immeubles à appartements
« La construction d'immeubles à appartements a connu un développement important au lendemain de la Grande Guerre. Ainsi, une loi promulguée le 8 juillet 1924 rend légal le principe de copropriété. Les classes plus aisées de la société bruxelloise saisissent ce principe pour acquérir de grands appartements plutôt que des maisons particulières. Différentes importantes sociétés de construction saisissent l'occasion pour promouvoir ce type de logements. Trois sociétés sortent particulièrement du lot : la Société Belge Immobilière (SBI), la Société Études et Réalisations immobilières (ETRIMO) et la Compagnie Générale d'Entreprise Immobilière (COGENI). Enfin, ces appartements comprennent sur un niveau toutes les commodités présentes dans les hôtels de maître : cuisines équipées, salles de bains, chauffage central, etc. ».

### Jean-Florian Collin et Etrimo
L'architecte et promoteur immobilier Jean-Florian Collin est actif dès 1930 dans le domaine des immeubles à appartements, avec la construction du Palais du Congo en style Art déco. 
En 1935, cet architecte autodidacte fonde « sa célèbre société de promotion Etrimo »,,, « la société d'Etudes et de Réalisations Immobilières en Faveur des Classes moyennes » : Collin « s'adjoint le concours d'architectes modernistes rompus aux techniques de construction accélérées comme Stanislas Jasinski » et Etrimo « s'impose rapidement par sa maîtrise des techniques de chantier et son attention à toutes les facettes du confort domestique moderne. Exploitant un nombre restreint de motifs (éperons verticaux à couronnements métalliques, rotondes d'angle, grandes fenêtres en bandeau) habilement adaptés aux particularités de chaque site, Collin réalise quelques-unes des façades les plus significatives de son époque ». 
Etrimo acquiert donc rapidement « avant-guerre une place enviable dans le secteur des immeubles à appartements destinés à la bourgeoisie ». C'est avec Etrimo que Collin édifie dans la deuxième moitié des années 1930 en style moderniste la Résidence Ernestine, la Résidence Belle-Vue, l'immeuble Le Tonneau et l'immeuble « La Cascade »,,,,.
Après la guerre, Jean-Florian Collin construira avec Etrimo un grand nombre d'immeubles à appartements de style fonctionnaliste avec comme objectif « de donner à la classe moyenne la possibilité d'acquérir un bien immobilier neuf et confortable, construit dans un espace vert, tout en remboursant l'équivalent d'un loyer normal tous les mois ». En 1969, la société Etrimo est placée sous concordat judiciaire.

### Immeuble «La Cascade»
À l'origine se dresse à cet endroit, aux n° 36 à 39 de l'avenue de la Cascade, une enfilade de quatre maisons mitoyennes de style Art nouveau, réalisées en 1904 selon les plans de l'architecte Ernest Blerot (1870-1957).
En 1940, les maisons n° 36 et 37 sont démolies et remplacées par l'immeuble à appartements de style moderniste « La Cascade », construit par le promoteur immobilier Jean-Florian Collin selon des plans réalisés par l'architecte René Ajoux en 1939,,,,,. Subsistent les n° 38 et 39 , qui illustrent bien la manière de travailler de Blerot.
L'immeuble de René Ajoux reçoit l'ancien nom de l'avenue, l'avenue de la Cascade qui a été renommée avenue du Général de Gaulle après la Seconde Guerre mondiale,,,.
L'architecte René Ajoux est l'auteur des plans de trois salles de cinéma situées chaussée de Louvain à Saint-Josse-ten-Noode : le cinéma Century en 1938, le cinéma Mirano en 1942 et un projet non réalisé pour le cinéma  Marignan,,.

## Statut patrimonial
La Cascade ne fait pas l'objet d'un classement au titre des monuments historiques mais figure à l'Inventaire du patrimoine architectural de la Région de Bruxelles-Capitale sous la référence 19563.

## Architecture
L'édifice est un immeuble à appartements de style moderniste qui « offre un contraste saisissant avec les maisons voisines dues à Blerot »,.
L'immeuble présente un rez-de-chaussée paré de pierre bleue qui intègre un porche profond marqué de deux piliers réalisés dans le même matériau et flanqué de deux fenêtres rondes qui évoquent les hublots d'un paquebot, une des variations sur le thème des paquebots transatlantiques qui caractérisent le modernisme des années 1930 (tour évoquant la cheminée d'un paquebot, balcons courbes semblables à des bastingages, mâts, hampes de drapeaux, hublots, mouvements de vagues dans la façade, etc…) et lui ont valu le surnom de Style paquebot,,,. Sous le porche, la quadruple porte d'entrée en cuivre est flanquée de lampes dont le support est réalisé dans le même matériau.
Au-dessus de ce rez-de-chaussée s'élance une façade de cinq travées et de neuf étages, dont les deux derniers sont en retraits successifs précédés chacun d'une terrasse ornée d'un garde-corps en acier. Le dernier étage était à l'origine occupé par une pergola mais a été couvert en 1951.
La façade doit son élan vertical aux deux grands oriels dont les angles arrondis se répètent dans les balcons courbes qui évoquent les bastingages des paquebots transatlantiques, tout comme les fenêtres circulaires en évoquent les hublots.
Les étages sont couverts de carreaux de grès céramique de teinte beige qui remplacent les carreaux d'origine fabriqués par la Maison Helman de Berchem-Sainte-Agathe,,, fondée en 1902 par Célestin Joseph Helman. « Ce parement atypique ressemble au carrelage couramment utilisé dans les piscines publiques » et constitue une référence de plus à l'eau, à côté des hublots et des balcons typiques du Style paquebot.
Vu l'année de construction (1940), l'immeuble a été doté d'un abri antiaérien dans le sous-sol. 

« La Cascade »
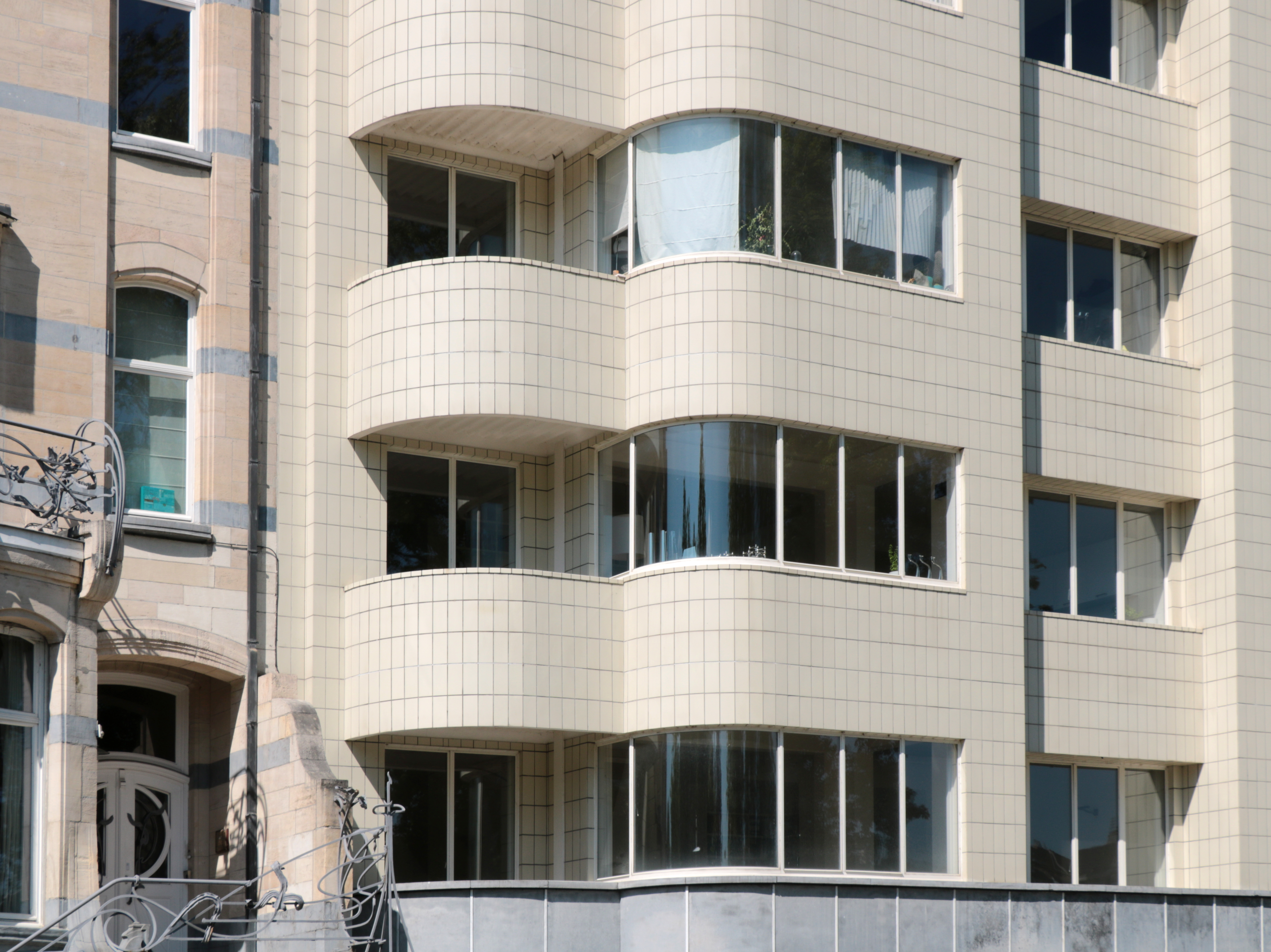
Balcons.
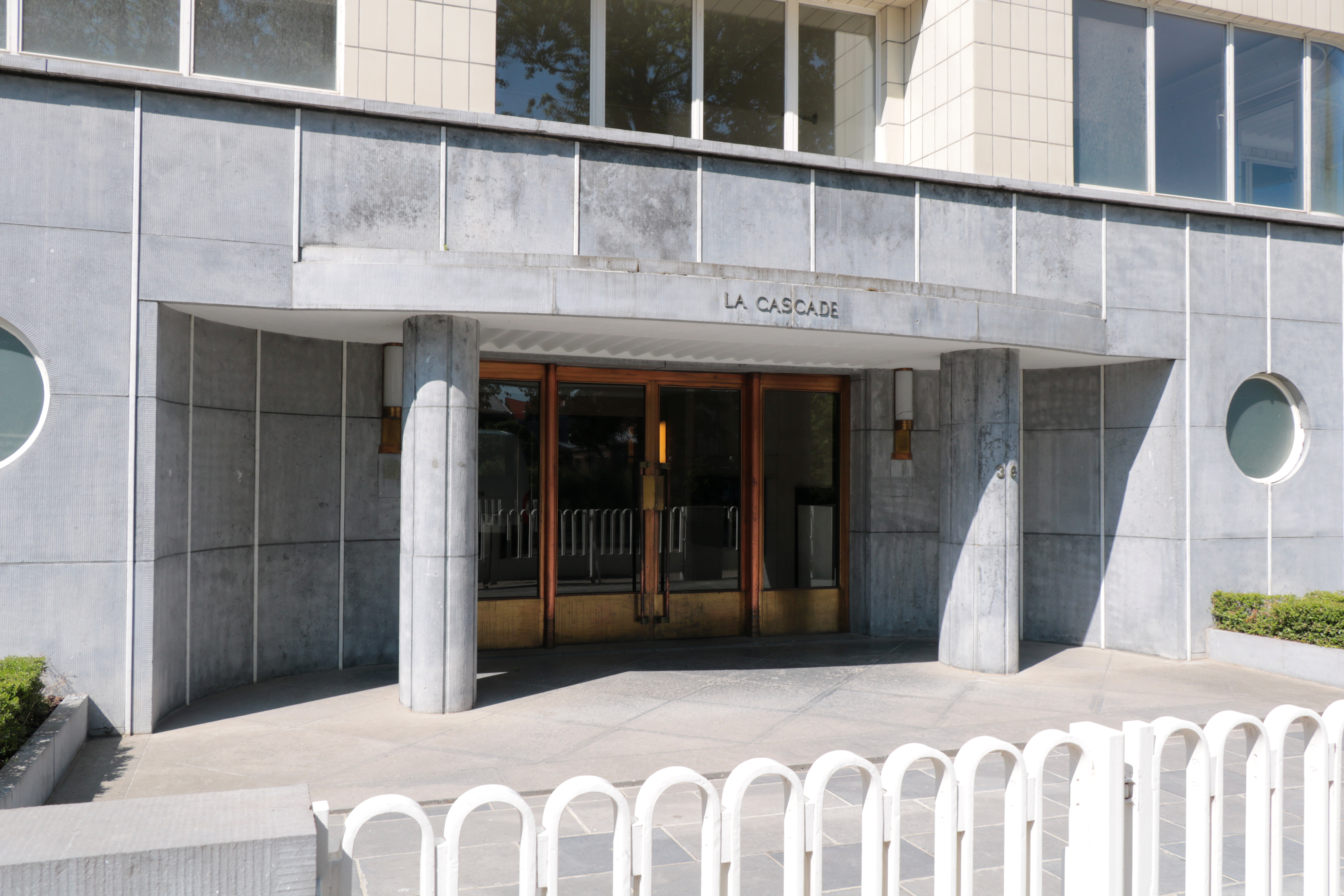
Porche.
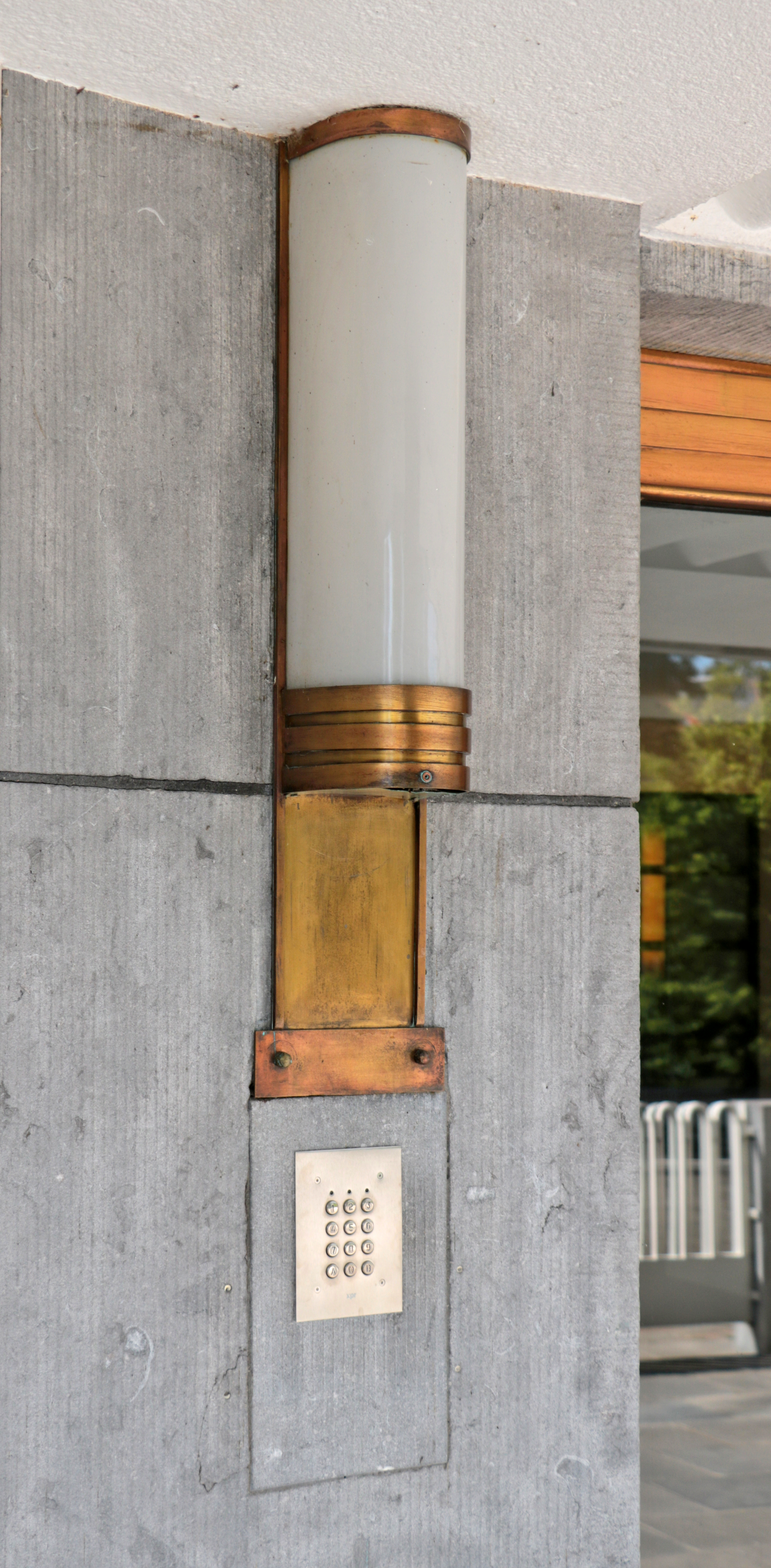
Lampe du porche.